# Qingyuan
Qingyuan (chinesisch 清远市, Pinyin Qīngyuǎn Shì, Jyutping Cing1 jyun5 Si5) ist eine bezirksfreie Stadt in der Provinz Guangdong der Volksrepublik China. Hier wird Yue, d. h. Kantonesisch, gesprochen. Die Stadt hat eine Fläche von 19.153 km² und 3.969.473 Einwohner (Stand: Zensus 2020). In dem eigentlichen städtischen Siedlungsgebiet von Qingyuan leben ca. 916.000 Menschen (Zensus 2010). Das Stadtzentrum liegt am Bei Jiang („Nordfluss“), etwa 65 km nordnordwestlich von Guangzhou.

## Administrative Gliederung

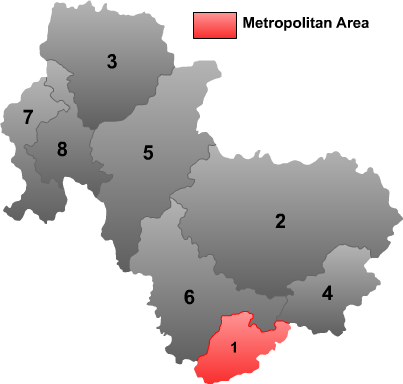
Administrative Gliederung der bezirksfreien Stadt Qingyuan

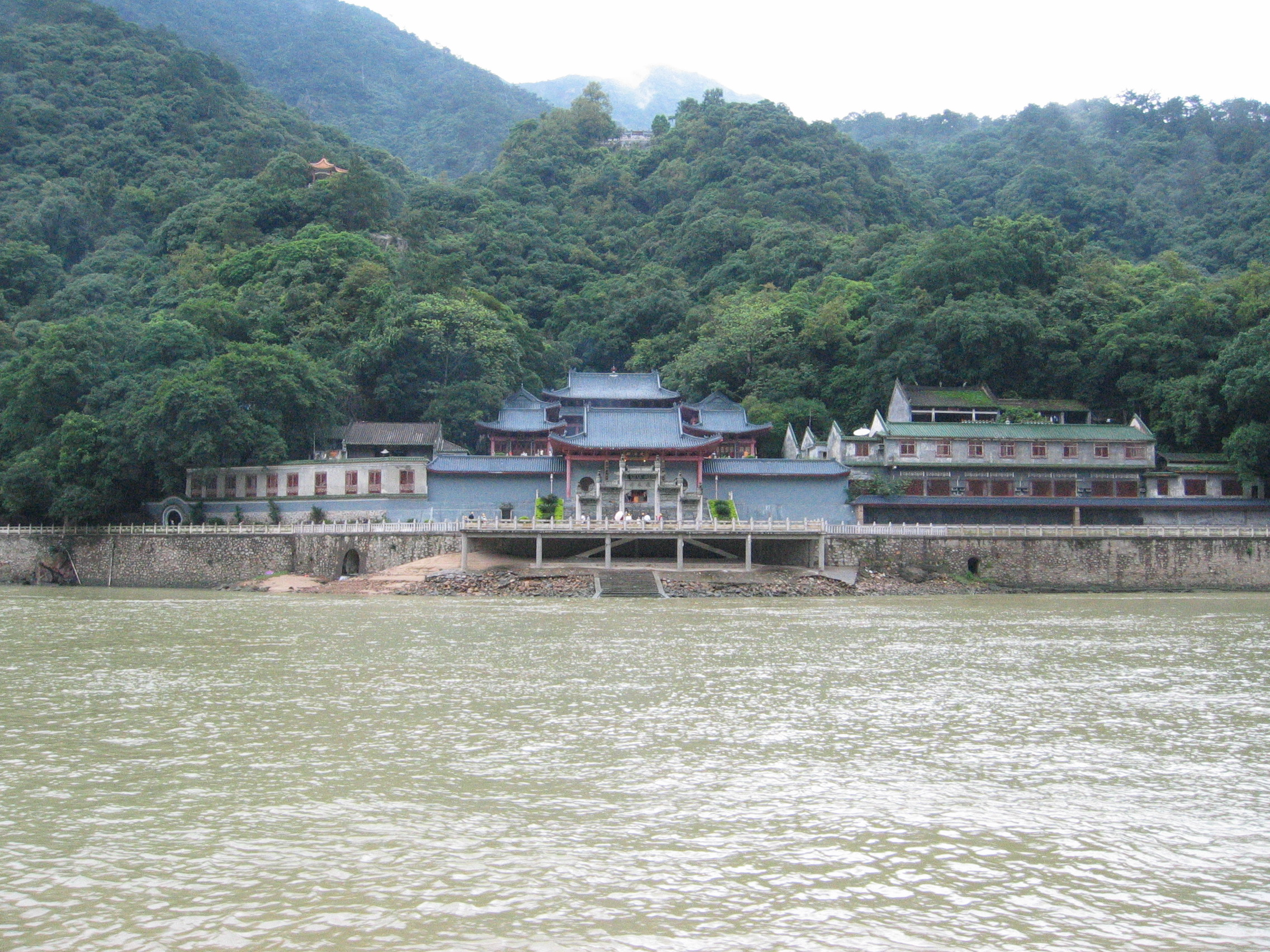
Feilai-Tempel in Qingyuan

Auf Kreisebene setzt sich Qingyuan aus zwei Stadtbezirken, zwei kreisfreien Städten, zwei Kreisen und zwei Autonomen Kreisen zusammen. Diese sind (Stand: Zensus 2020):
- (1) Stadtbezirk Qingcheng (清城区), 927 km², 1.119.901 Einwohner, Zentrum, Sitz der Stadtregierung;
- (6) Stadtbezirk Qingxin (清新区), 2.725 km², 618.523 Einwohner, Hauptort: Großgemeinde Taihe (太和镇);
- (2) Stadt Yingde (英德市), 5.671 km², 941.325 Einwohner;
- (3) Stadt Lianzhou (连州市), 2.664 km², 377.220 Einwohner;
- (4) Kreis Fogang (佛冈县), 1.293 km², 315.502 Einwohner, Hauptort: Großgemeinde Shijiao (石角镇);
- (5) Kreis Yangshan (阳山县), 3.418 km², 367.175 Einwohner, Hauptort: Großgemeinde Yangcheng (阳城镇);
- (7) Autonomer Kreis Lianshan der Zhuang und Yao (连山壮族瑶族自治县), 1.165 km², 95.136 Einwohner, Hauptort: Großgemeinde Jitian (吉田镇);
- (8) Autonomer Kreis Liannan der Yao (连南瑶族自治县), 1.289 km², 134.691 Einwohner, Hauptort: Großgemeinde Sanjiang (三江镇).

## Städtepartnerschaften
- Bridgeport, Vereinigte Staaten